# بروس جونز (لاعب كرة قدم أمريكية)
بروس جونز (بالإنجليزية: Bruce Jones)‏ هو لاعب كرة قدم أمريكية أمريكي، ولد في 30 أغسطس 1904 في مقاطعة ووكر في الولايات المتحدة، وتوفي في ديسمبر 1974.

## وصلات خارجية
- بروس جونز على موقع مرجع كرة القدم المحترفة.كوم (الإنجليزية)